# Askar Akaïev
Askar Akaïevitch Akaïev (en kirghize et en russe : Аскар Акаевич Акаев), né le 10 novembre 1944 à Kyzyl-Baïrak en RSS du Kirghizistan, est un homme politique et chercheur kirghize, président du Kirghizistan du 27 octobre 1990, peu avant l'indépendance officielle du pays, au 24 mars 2005, jour de son renversement lors de la révolution des Tulipes. 
Sa présidence, d'abord considérée démocratique contrairement à celle des autres États post-soviétiques d'Asie centrale, est marquée par d'importantes réformes politiques et économiques : une constitution est rédigée, la propriété foncière privée établie, l'économie est libéralisée et les entreprises publiques privatisées. Il tente d'apaiser les tensions interethniques qui ont cours dans son pays et aspire à ce que le Kirghizistan devienne une terre de coopération entre la Russie et les États-Unis. 
Au fil des années, par diverses modifications constitutionnelles, il tente d'augmenter l'emprise du pouvoir présidentiel sur l'État et devient de plus en plus fréquemment accusé de copinage en raison de ses tentatives d'installer au pouvoir des personnes qui lui sont sympathiques. L'opposition et les médias sont de plus en plus réprimés et de la fraude électorale est détectée. En mars 2005, de sérieux doutes quant à la validité de résultats électoraux déclenchent la révolution des Tulipes, un soulèvement populaire qui chassera Akaïev du pouvoir. 

## Biographie

### Premières années
Issu d'une famille de fermiers, Askar Akaïevitch Akaïev naît le 10 novembre 1944 à Kyzyl-Baïrak, dans le district de Kemin, au centre-nord de la RSS kirghize. Après avoir travaillé dans une usine de métal, il déménage à Léningrad et étudie à l'Université d'État en technologie de l'information, mécanique et optique (ITMO) où il en ressort diplômé en mathématiques, génie et science informatique en 1967. Après l'obtention de son diplôme, il continue ses recherches et est professeur dans cette université jusqu'en 1976. C'est dans cette ville qu'il y rencontre celle qui deviendra sa femme en 1970, Maïram Akaïeva. En 1976, ils repartent vers le Kirghizistan et Akaïev est admis comme professeur à l'Institut polytechnique Frunze (en). Il devient membre du Parti communiste en 1981. Après avoir obtenu un doctorat, être admis à l'Académie kirghize des sciences (en) puis en devenir le président,, il devient en 1989 député du Soviet suprême de l'Union soviétique, l'organe législatif de l'URSS, pour le sud du pays. Allié de Mikhaïl Gorbatchev, qu'il supporte lors du coup d'État de 1991, il est alors considéré comme libéral.

### Vie politique

#### Mise en place de l'indépendance
Le 27 octobre 1990, le Soviet suprême de la RSS kirghize (en), l'organe législatif de la république socialiste soviétique kirghize – en plein processus d'accession à l'indépendance –, déclenche des élections indirectes pour la nouvelle fonction de président de la RSS. Askar Akaïev et Nasirdin Isanov, l'un des politiciens les plus brillants et prometteurs du Kirghizistan moderne, se qualifient pour le second tour. Akaïev remporte finalement la majorité des voix parlementaires et, à la fin de 1990, il nomme Isanov comme vice-président. Isanov devient premier ministre en janvier 1991, mais meurt dans des circonstances suspectes quelques mois plus tard. Akaïev est soupçonné d'avoir joué un rôle dans l'accident de voiture l'ayant tué, car Isanov était contre l'installation de l'entreprise Centerra Gold dans le pays, en violation des cadres juridiques et qui était perçue comme menaçant les intérêts nationaux. Akaïev a alors cherché une entreprise privée.[réf. souhaitée]
Avec le Soviet suprême de la RSS kirghize, il déclare le 31 août 1991 l'indépendance du pays qui devient la République kirghize. Le 12 octobre 1991, Akaïev est réélu sans opposition, mais avec cette fois le titre du nouvel État indépendant de président de la République kirghize. Contrairement aux autres ex-républiques soviétiques d'Asie centrale, le Kirghizistan sous Akaïev entame un tournant politique et économique libéral. Il se distinguera par ailleurs des autres futurs dirigeants d'Asie centrale en ce qu'il n'est pas un haut placé de l'appareil soviétique, il fait plutôt son entrée sur la scène politique à l'aube de la chute du régime. Il se dira partisan du libéralisme et de la propriété privée.  

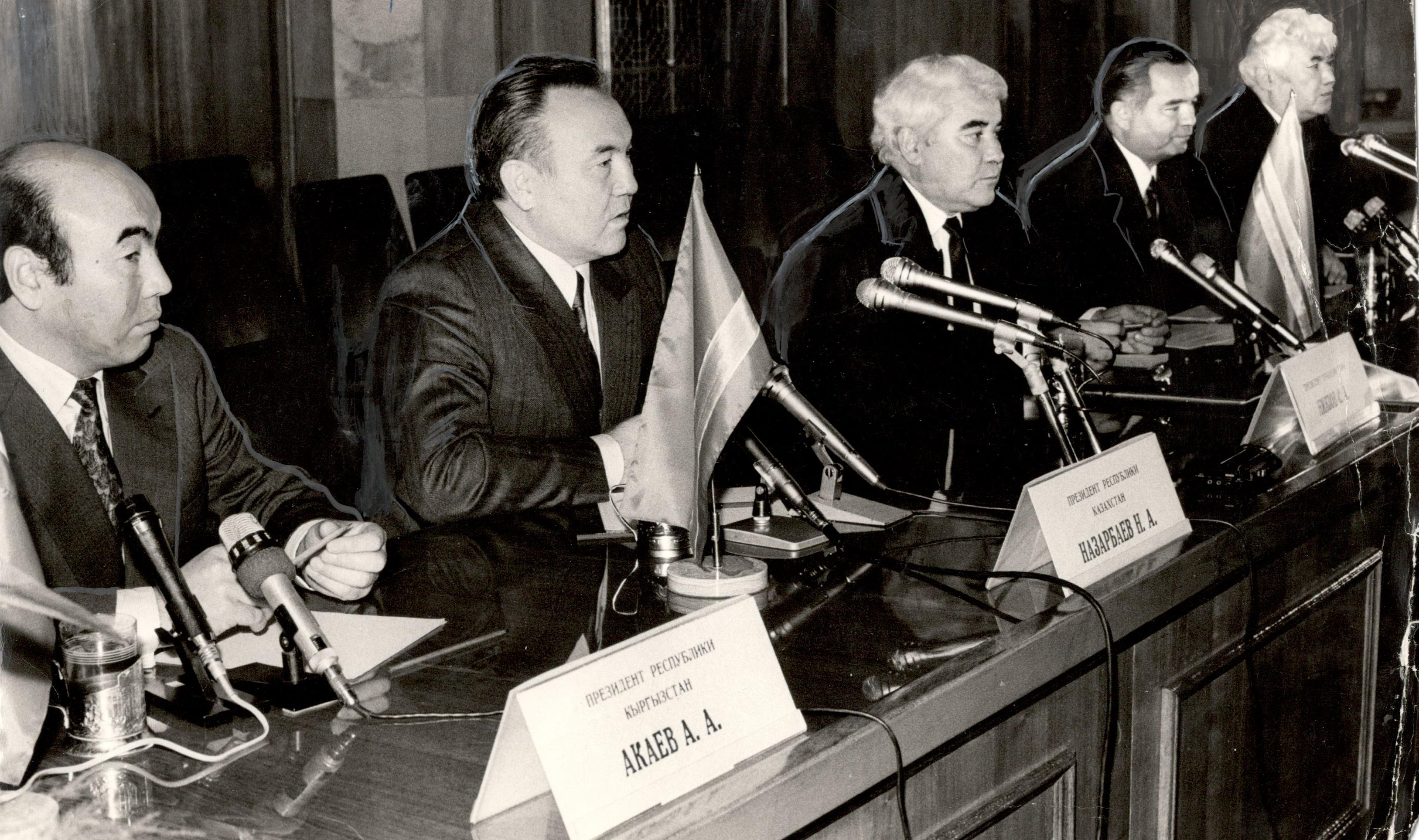
Akaïev et les autres dirigeants d'Asie centrale lors d'une rencontre de la CEI vers 1991.

Le 21 décembre 1991, Akaïev arrive à Alma-Ata et participe à la création de la Communauté des États indépendants (CEI) avec d'autres présidents des anciennes républiques soviétiques. Des traités et accords internationaux y sont signés afin de baliser les modalités de l'indépendance du pays et de sa participation à la CEI. Le 2 mars 1992, il se rend au siège de l'Organisation des Nations Unies (ONU) pour assister au vote sur l'admission du Kirghizistan à l'ONU.

#### Réformiste et démocrate
Dans ses premières années à la présidence, Akaïev se distingue en Asie centrale par ses propositions de réformes qu'il soumet à la population pour approbation au moyen de référendums. Les exercices menés en janvier et octobre 1994, en 1996 et en 1998 en sont des exemples et servent à baliser les pouvoirs présidentiels et parlementaires, amender la constitution du pays, introduire la propriété foncière privée et augmenter la liberté de presse. Ces référendums sont aussi utilisés pour accroître le pouvoir présidentiel et ainsi augmenter son emprise sur l'État. 
Le pays demeure cependant en proie à d'importantes difficultés internes. Les problèmes économiques qui s'accentuent particulièrement dès la fin de la première moitié des années 1990, l'insuffisance des forces de sécurité intérieure et un taux de criminalité élevé compromettent la stabilité du pays. Incapable de former une force militaire crédible pour son pays, Akaïev recourt à l'assistance de la Russie pour assurer sa sécurité extérieure. Vers 1992-1993, l'opinion publique à l'égard d'Akaïev change : les rumeurs de népotisme et de copinage augmentent, vu les nombreux hauts fonctionnaires originaires de sa région, et les preuves de corruption et d'incompétence des autorités croissent. 
C'est sous la présidence d'Akaïev qu'est adoptée une nouvelle constitution le 5 mai 1993, éliminant les dernières structures communistes de l'ère soviétique. Certains volets de celle-ci faisaient l'objet de contestations de groupes d'opposition, notamment sur le statut laïc de l'État, que certains auraient remplacé par une primauté de l'islam, et sur le kirghize comme langue officielle, que certains auraient mis à statut égal ou quasi-égal avec le russe en considération des populations non-kirghizophones. La propriété foncière privée et le rôle du président dans la structure de l'État ont également fait l'objet de débats. Akaïev promeut alors un système de gouvernement présidentiel où la présidence est placée à l'extérieur des trois pouvoirs de l'État et agit comme un superviseur de ceux-ci garantissant leur bon fonctionnement. La constitution sera finalement rédigée comme telle, entraînant plus tard des oppositions croissantes contre le président.  
Ses velléités de mener des réformes sont freinées par un parlement hostile, notamment des représentants issus de l'ancienne élite communiste. Akaïev tente alors d'imiter la stratégie de 1992 de Boris Elstine en nommant comme dirigeants des politiciens lui étant sympathiques, et ce, aux niveaux des provinces, districts et villes. Les accusations de népotisme deviennent rapidement source d'embarras pour son gouvernement. En janvier 1994, via un référendum, il fait dissoudre le parlement notamment en y faisant évacuer les communistes de l'appareil étatique. 
Au niveau économique, il lance des réformes économiques visant à privatiser les entreprises publiques, introduire une nouvelle monnaie nationale et libéraliser des lois sur le commerce et l'investissement. Les impôts, tarifs douaniers et réglementations d'import-export sont assouplis afin d'attirer les investissements étrangers. Se butant à l'opposition issue de l'ère soviétique, les résultats de ces mesures restent mitigés. Fin 1993, environ 4 450 entreprises d'État sont totalement ou en partie privatisées, représentant 33 % du total des actifs fixes des entreprises. Après avoir adopté une loi permettant le rachat d'actions en 1994, il a été estimé que 65 % de la production industrielle provenait d'entreprises non étatiques à la fin de l'année, et ce, à la grande satisfaction du Fonds monétaire international et de la Banque mondiale. Le pays est même le premier État issu de l'ex-URSS à intégrer l'Organisation mondiale du commerce en 1998. Il reçoit aussi une aide économique considérable qui n'aide cependant le pays à attirer des investissements étrangers et améliorer l'économie. Le pays s'endette lourdement, incapable de rembourser ses prêts et maintenir l'économie sans aide extérieure. Le niveau de vie des Kirghizes diminue après l'indépendance, alors que les actifs finissent par être possédés par des proches du président.  

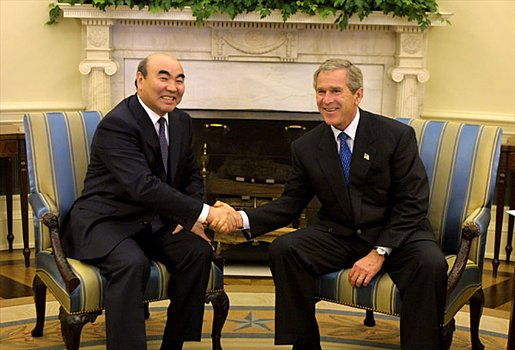
Akaïev et George W. Bush au bureau ovale en 2002.

Son mandat sera également caractérisé par des efforts afin d'apaiser les frictions interethniques entre Kirghizes et la minorité ouzbèke qui forme 30 % de la population. Peu après les attentats du 11 septembre 2001, il permet aux États-Unis d'utiliser une base aérienne à l'aéroport de Manas pour la guerre d'Afghanistan, mais s'assure de maintenir de bonnes relations avec la Russie, par exemple en lui proposant en 2003 d'ériger l'une de ses bases aériennes à 30 kilomètres de la base américaine, et ce, dans l'objectif de faire du Kirghizistan une terre de coopération entre les puissances russe et américaine,. Il visite par ailleurs le président américain George W. Bush à Washington en septembre 2002.
Akaïev sera reconduit dans ses fonctions en 1995 et 2000 avec plus de 70 % des voix lors de scrutins de moins en moins démocratiques, mais « relativement » libres pour cette région du monde. Il sort victorieux de l'élection présidentielle de décembre 1995 avec 71,6 % des voix, qui sera jugée libre et équitable par les observateurs internationaux, malgré les protestations de certaines personnalités politiques ayant affirmé avoir été illégalement empêchées d'y participer. Les parlementaires nouvellement élus en février 1995 avaient proposé de soumettre à la population via référendum la possibilité de prolonger le mandat d'Akaïev jusqu'en 2000 au lieu de le contraindre de se présenter à sa réélection, tel que l'avaient fait les présidents des Kazakhstan et Ouzbékistan voisins. Akaïev juge cependant peu judicieux d'accepter cette proposition, vu la dépendance forte du pays aux prêts des banques et gouvernements occidentaux, vigoureusement opposés à l'annulation des élections de 1995. Il devient alors le seul président d'Asie centrale post-soviétique à se présenter à sa réélection à la fin de son mandat constitutionnel. 
Le dérapage autoritaire s'accentue lors des élections législatives de février 2000, remportées par les communistes avec 26,4 % des voix suivis des forces pro-Akaïev avec 16,3 % des voix, où un total de 11 partis politiques sur 27 sont autorisés à concourir, et ce, parfois en raison de détails techniques mineurs. Quant à elle, l'élection présidentielle d'octobre 2000 est caractérisée par un total de 14 candidats exclus pour des raisons politiques et des cas de bourrage d'urnes et d'intimidation d'électeurs. 

#### Tournant autoritaire
D'abord vu comme le président le plus démocratique des pays d'Asie centrale,, Akaïev durcit peu à peu la nature de son pouvoir dès la deuxième moitié des années 1990. Ce changement est la conséquence de facteurs externes (tentatives de déstabilisation de l'Ouzbékistan, conséquences de la guerre civile tadjike et lutte contre les sanctuaires du terrorisme islamiste dans les régions montagneuses) et internes (goût du pouvoir et népotisme). Par exemple, en 1999-2000, le pays est déstabilisé par de nombreux enlèvements exécutés par des fondamentalistes islamiques à l'encontre d'étrangers dans les cols de hautes montagnes à la frontière avec l'Ouzbékistan. Des journalistes sont réprimés, des opposants politiques emprisonnés et des amendements constitutionnels sont promus par son parti afin de renforcer le pouvoir présidentiel au détriment du parlement. Ces répressions culminent lorsque six manifestants sont tués par la police en 2002 et que ne sont pas traduits en justice les auteurs de ces morts, ce qui ternit irréversiblement l'image du président. Fin 2002, devant des manifestations demandant sa démission, il promet de ne pas chercher à renouveler son mandat en cours qui s'achève en octobre 2005. En 2003 cependant, Akaïev obtient du Parlement une immunité à vie contre toute poursuite judiciaire et un nouveau renforcement des pouvoirs présidentiels. 

#### Manifestations et démission

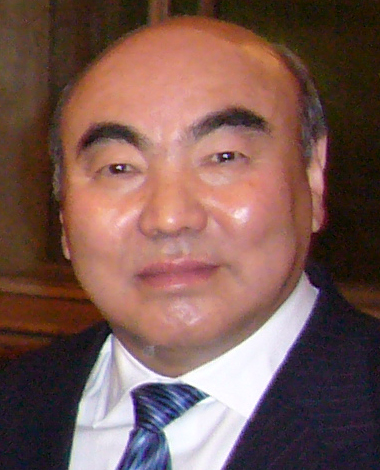
Akaïev en 2007.

Le 24 mars 2005, après deux semaines de manifestations contre les résultats des élections législatives de février-mars remportées largement par les supporteurs du président et soupçonnées d'irrégularités, le président est chassé du pouvoir par une foule de manifestants ayant pris d'assaut le siège du gouvernement à Bichkek. Akaïev quitte alors le pays vers le Kazakhstan voisin, dans un premier temps, puis vers la Russie après l'accord donné par le président Vladimir Poutine. Il démissionne de ses fonctions de président le 3 avril. Lui succèdera à la présidence de la République, le dirigeant politique Kourmanbek Bakiev, actif durant la Révolution des Tulipes et désigné à cette fonction par le parlement. 

### Après la politique
Depuis son exil, Askar Akaïev est professeur et chercheur à l'Institut Priroguine de recherches mathématiques de l'université de Moscou. Lors des affrontements Kirghizistan-Tadjikistan de 2022, Akaïev a commenté l'invasion du territoire kirghize par le Tadjikistan, accusant le président tadjik Emomali Rahmon d'acte d'agression soigneusement planifié. Akaïev a qualifié Rahmon d'ingrat et a rappelé qu'il y a 30 ans, pendant la guerre civile au Tadjikistan, le Kirghizistan avait fourni « la plus grande aide et le plus grand soutien politique, moral et humanitaire au peuple frère du Tadjikistan »,.

## Famille
Akaïev est marié à Maïram Akaïeva avec laquelle il a deux fils et deux filles. Son fils Aïdar Akaïev et sa fille Bermet Akaïeva sont tous deux élus députés au cours des élections contestées du printemps 2005. Cependant, Bermet est déchue de son siège le 16 mai 2005.

## Publications
- Holographic Memory, New York, NY: Allerton Press, 1997.
- « Log-Periodic Oscillation Analysis Forecasts the Burst of the “Gold Bubble” in April – June 2011 », Structure and Dynamics vol. 4, no 3, 2010, p. 1-11.
- « Technological development and protest waves: Arab spring as a trigger of the global phase transition », Technological Forecasting & Social Change no 116, 2017, p. 316-321.